# Supercupa României la handbal feminin 2022-2023
Supercupa României la handbal feminin 2022–2023 a fost a 13-a ediție a competiției de handbal feminin românesc organizate de Federația Română de Handbal (FRH) cu începere din 2007. Ediția 2022–2023 s-a desfășurat pe 26 și 27 august 2023, în sala Pitești Arena. A fost a doua ediție a competiției, după cea din 2011, care a fost organizată în sistem Final 4, cu patru echipe calificate.
Câștigătoarea trofeului a fost echipa CSM București, care a învins-o în finală pe CS Rapid București cu scorul de 31–22.

## Televizări
Partidele au fost transmise în direct de canalul PRO•ARENA al trustului PRO și difuzate online și pe platforma de streaming a acestuia, VOYO.

## Echipe participante
Pentru a doua oară în istoria acestei competiții, la ea au luat parte patru echipe: CSM București (câștigătoarea ediției 2022-2023 a campionatului național și a Cupei României), CS Rapid București (locul 2 în campionat), CSM Târgu Jiu și HC Dunărea Brăila (locurile 2 și 3 în Cupa României).

## Dată
Data desfășurării Supercupei României a fost anunțată în regulamentul aprobat de Consiliul de Administrație al FRH în ședința din 29-30 iunie 2023.

## Sală

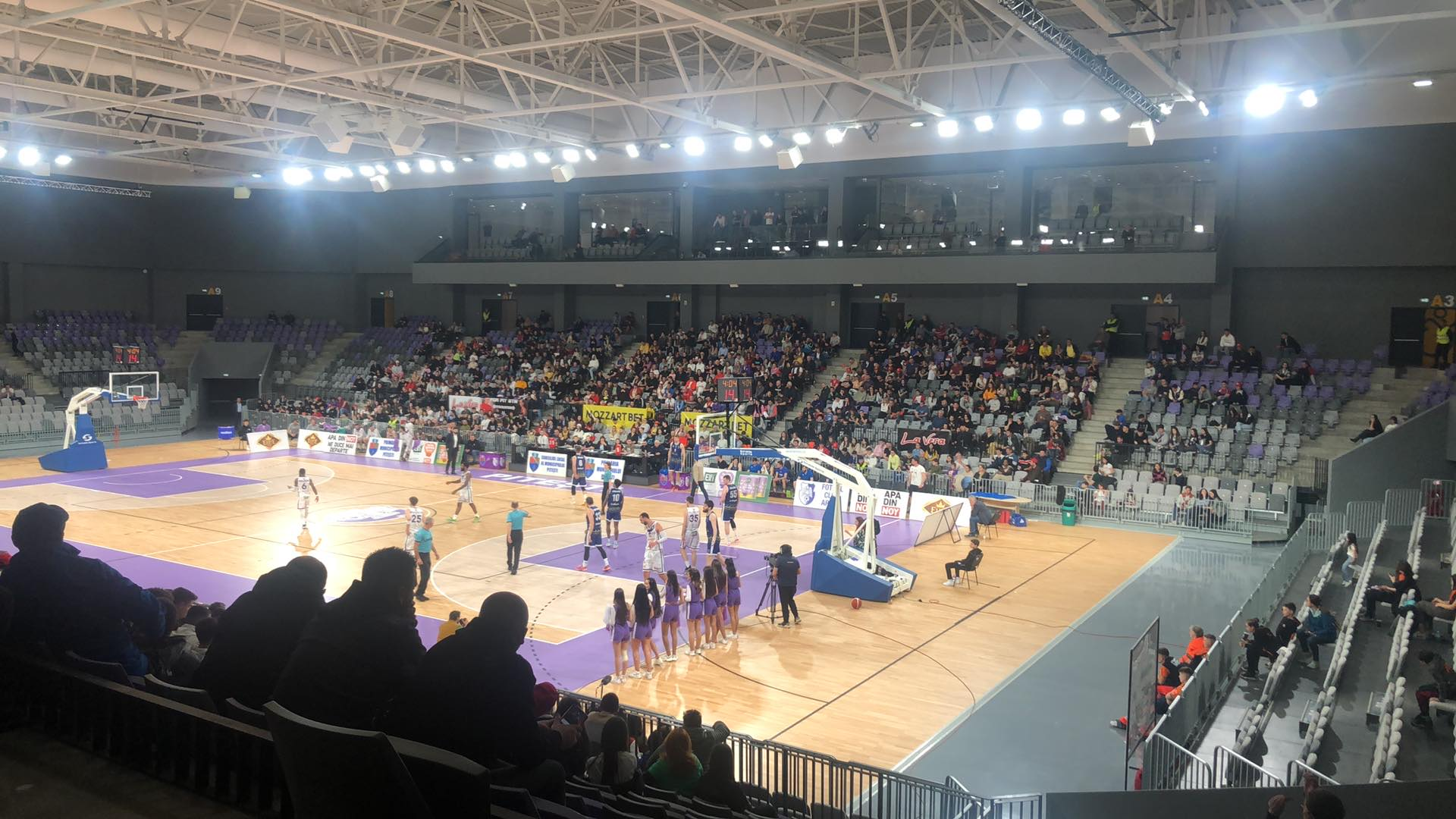
Sala Pitești Arena.

Pe 11 iulie 2023, Federația Română de Handbal a publicat o cerere de ofertă pentru găzduirea Supercupei. Anunțul publicat preciza condițiile «privind organizarea competiției „Supercupa României” masculin și feminin 2023». Se solicita ca sala din orașul gazdă să aibă o capacitate de minim 2000 de locuri, minim 4 vestiare, și suprafață de joc omologată de EHF. Se mai solicitau asigurarea unei săli de conferințe, a serviciilor de pază și asistență medicală, transport pentru oficiali, cazare și masă pentru echipele participante, plus alte servicii și facilități specifice acestui tip de evenimente sportive.
Sala gazdă, Pitești Arena, a fost anunțată pe 24 iulie 2023.

## Bilete
Biletele s-au pus în vânzare online, pe 10 august 2023, dar au putut fi cumpărate și de la casieriile sălii de sport în zilele competiției.

## Partide

### Semifinalele
| 26 august 2023 PRO•ARENA15:00 | CSM București | 34 – 18 | CSM Târgu Jiu | Pitești Arena, Pitești Arbitri: Avădani, Popovici |
| 26 august 2023 PRO•ARENA15:00 | Pintea 6      | (14–7)  | Böhme 4       | Pitești Arena, Pitești Arbitri: Avădani, Popovici |
| 26 august 2023 PRO•ARENA15:00 | 2× 1×         | Raport  | 3×            | Pitești Arena, Pitești Arbitri: Avădani, Popovici |

| 26 august 2023 PRO•ARENA17:30 | HC Dunărea Brăila | 29 – 35 | CS Rapid București | Pitești Arena, Pitești Arbitri: Șerbu, Vasilescu |
| 26 august 2023 PRO•ARENA17:30 | Da Rocha 6        | (19–19) | Kanor 11           | Pitești Arena, Pitești Arbitri: Șerbu, Vasilescu |
| 26 august 2023 PRO•ARENA17:30 | 4× 2×             | Raport  | 3× 3×              | Pitești Arena, Pitești Arbitri: Șerbu, Vasilescu |

### Finala mică
| 27 august 2023 PRO•ARENA15:00 | CSM Târgu Jiu | 33 – 35 | HC Dunărea Brăila | Pitești Arena, Pitești Arbitri: Manafu, Pavel |
| 27 august 2023 PRO•ARENA15:00 | Böhme 10      | (14–18) | Liščević 7        | Pitești Arena, Pitești Arbitri: Manafu, Pavel |
| 27 august 2023 PRO•ARENA15:00 | 6× 1× 1×      | Raport  | 6× 1×             | Pitești Arena, Pitești Arbitri: Manafu, Pavel |

### Finala
| 27 august 2023 PRO•ARENA17:30 | CSM București | 31 – 22 | CS Rapid București | Pitești Arena, Pitești Asistență: 3500 Arbitri: Lovin, Stancu |
| 27 august 2023 PRO•ARENA17:30 | Neagu 6       | (14–9)  | Korsós 6           | Pitești Arena, Pitești Asistență: 3500 Arbitri: Lovin, Stancu |
| 27 august 2023 PRO•ARENA17:30 | 5× 1×         | Raport  | 5× 2×              | Pitești Arena, Pitești Asistență: 3500 Arbitri: Lovin, Stancu |

## Statistici
| Poz. | Nume                    | Echipă             | Goluri |
| ---- | ----------------------- | ------------------ | ------ |
| 1    | Simone Böhme (DEN)      | CSM Târgu Jiu      | 14     |
| 2    | Orlane Kanor (FRA)      | CS Rapid București | 13     |
| 3    | Cristina Neagu (ROU)    | CSM București      | 11     |
| 4    | Crina Pintea (ROU)      | CSM București      | 10     |
| 5    | Sorina Grozav (ROU)     | CS Rapid București | 9      |
| 5    | Kristina Liščević (SRB) | HC Dunărea Brăila  | 9      |
| 7    | Alexandra Badea (ROU)   | CS Rapid București | 8      |
| 7    | Monika Kobylińska (POL) | CSM București      | 8      |
| 9    | Alicia Fernández (SPA)  | CS Rapid București | 7      |
| 9    | Alexandra Gavrilă (ROU) | CSM Târgu Jiu      | 7      |
| 9    | Angela Pușcaș (ROU)     | CSM Târgu Jiu      | 7      |

|  |  |